# Conotoxin
Conotoxin är ett gift som produceras av kägelsnäckor, och används i syfte att fånga in dess byte. Kägelsnäckan injicerar giftet i sitt offer, vilket resulterar i att offret blir förlamat eftersom conotoxinet blockerar eller hämmar olika mål i nervsystemet. Målet är olika jonkanaler, G-proteinkopplade receptorer (GPCR), transportörer och enzymer. Conotoxinet är komplext när det gäller struktur och funktion. Giftet innehåller hundra- till tusentals unika peptider för varje snäck-art. 

## Forskningshistorik och upptäckt
Kägelsnäckan började studeras på 1960-talet av marintoxikologen Robert Endean, och 1970-talet av Baldomero Olivera och Lourdes Cruz, i syfte att få förståelse för den dödliga förgiftningen som toxinet kan orsaka. Arbetet med att karakterisera Conotoxinet lade grunden för mer detaljerade studier av toxin, ett arbete som fortsätter än idag.
I slutet av 1970-talet experimenterade Olivera och Cruz genom att injicera olika kombinationer av komponenterna i huden på möss utan resultat. Craig Clark, en då 19-årig student som arbetade i labbet, upptäckte att de olika komponenterna i Conus geographus framkallade dramatiska beteendeförändringar hos mössen, när han injicerade toxinet i mössens nervsystem. Den första karakteriseringen av conotoxin baserades på toxinet av C. geographus, en farlig art av Conus som har orsakat mänsklig död.
Conotoxinet visade sig vara en komplex blandning av bioaktiva peptider som påverkar nervernas funktion. Toxinet visade sig vara mycket kraftfullt då det har en särskild potens och selektivitet (urvalsförmåga) för sitt molekylära mål.

## Strukturen
Det finns ett flertal olika conotoxin som alla skiljer sig åt i sin kemiska struktur inklusive längd och aminosyrasekvens. I dagsläget har man identifierat mer än 50 olika klasser och därmed över 10 000 olika conotoxin. Upptäckter av nya varianter görs ständigt.
Trots conotoxinets stora mångfald finns vissa gemensamma egenskaper i den kemiska strukturen. De är giftiga små peptider som består av 10–30 aminosyror i en stabil tredimensionell struktur. Toxinet är mycket rikt på aminosyran cystein, vilket möjliggör bildning av disulfidbindningar. Disulfidbryggorna ger stabilitet åt toxinets peptidstruktur och det är den specifika ordningen i sekvensen hos aminosyrorna som avgör conotoxinets egenskaper. De specifika egenskaperna gör conotoxiner kraftfulla och selektiva molekyler och som i sin tur gör att toxinerna interagerar med specifika proteiner som receptorer och jonkanaler hos bytets nervsystem där de ger sin giftiga effekt. 

## Mångfald av conotoxinet
På grund av den stora variationen hos conotoxinernas strukturella uppbyggnad, varierar de också i hög grad i sin molekylära struktur och biologiska effekter. Det kan även finnas stor variation inom en och samma art. Variationen beror främst på evolutionen som utvecklat conotoxiner på grund av det selektionstryck som finns mellan predatorer och byten. Det komplexa nätet av interaktioner i dessa marina samhällen kan motivera varför varje art har utvecklat sitt eget molekylära register av giftkomponenter. De genomgår dessutom olika posttranslationella processer som modifierar peptiderna, exempelvis glykosylering och spjälkning av peptidkedjan som kan påverka den biologiska aktiviteten hos peptiden. Dessa stora variationer kan göra att det blir svårt för immunsystemet hos ett byte att identifiera och bekämpa conotoxinerna. Det blir till stor vikt för de conotoxinproducerande snäckorna att behålla de olika genvarianterna och att anpassa sig till utvecklingen.
Conus-arterna kan delas in i distinkta klader som har ett samband med specialiseringen för bytet de tenderar att jaga. Vissa kägelsnäckor livnär sig på maskar (vermivorer), andra på blötdjur (molluscivores) och det finns sniglar som försörjer sig på fisk (piscivorer). De fiskätande kägelsnäckorna har toxiner som mycket snabbt immobiliserar fisken, och det är även detta toxin som är mest giftiga för människor. Denna uppdelning gör det lättare att identifiera de dödliga Conus-arterna - även om alla kägelsnäckor är förmögna till förgiftning.
Oavsett vilket byte de tenderar att jaga, kodas många giftbeståndsdelar av enstaka gensuperfamiljer som visas i giftkörtlarna. Conotoxiner inom en superfamilj delar alltså liknande signalpeptidsekvens, men med en tydlig variation i struktur och funktion i dem kodade peptiderna. I nuläget kan dessa peptider klassificeras på tre olika sätt: gensuperfamilj, cysteinramverk eller farmakologisk familj.
Man har hittills identifierat fem stycken conotoxiner vars aktiviteter skiljer sig åt i vilka mål respektive conotoxin angriper. Conotoxiner kan namnges enligt en vanlig nomenklatur; α(alfa)-, δ(delta)-, κ(kappa)-, μ(mu)- och ω(omega)-typerna. Den första grekiska bokstaven representerar den farmakologiska klassen (α är för alla hämmare av nAChRs), följt av en enda stor bokstav för genens superfamilj.
- 'a-Conotoxiner' var bland de första conopeptiderna som karakteriserades och är de minsta av de kända conotoxinpeptiderna, (ca 10–20 aminosyror) med två disulfidbindningar.[2] α-conotoxiner är peptidligander som riktar sig mot nikotinreceptorer.
- 'δ-Conotoxiner' är ovanligt hydrofoba peptider som tillhör O-conotoxin-superfamiljen. δ-conotoxiner hämmar inaktivering av spänningsstyrda natriumkanaler och växlar spänningsberoendet som ger ihållande nervimpulser från neuronen. Karakteriseringen av δ-conotoxinet tyder på att de har kapacitet att skilja mellan olika subtyper.[6]
- Det första 'μ-conotoxinet' som karakteriseras var μ-GIIIA (ca 22 aminosyror) från Conus Geographus.[7] μ-conotoxiner förhindrar inflöde av natrium in i cellen genom att blockera receptorn i natriumkanalen (Sodium channel) . μ-conotoxinerna har varit betydelsefulla för att få en större förståelse för funktionen av natriumkanaler.
- 'ω-conotoxiner' hämmar N-typ spänningsstyrda kalciumkanaler i det presynaptiska membranet och därmed frisättningen av acetylkolin.[2] De är vanligtvis sammansatta av 25–40 aminosyror med tre disulfidbindningar. ω-conotoxiner har en effekt för att dämpa neuropatisk smärta och 2004 renades och godkändes ω-conotoxinet MVIIA, från Conus magus, som ett läkemedel mot smärta.
- 'κ-conotoxin' hämmar kaliumkanaler.[1]

## Biokemin
Efter utsöndring av toxinet kan de interagera med biologiska målmolekyler och utöva sin effekt där de olika varianterna av toxinet har olika effekt och verkan hos bytet.  Conotoxinerna tillverkas i spottkörtlar hos snäckan genom en syntesprocess. Peptiderna framställs som inaktiva prekursorer och genomgår sedan posttranslationella modifieringar för att slutligen bli det aktiva giftet. 
När peptiderna är färdigsyntetiserade och modifierade i spottkörteln utsöndras de huvudsakligen genom ett rörliknande organ som snäckan använder för att fånga byten och injicera dess gift men de kan även utsöndras genom snäckans gälar och anus. Efter att utsöndring skett så kan conotoxiner utöva sin effekt genom att interagera med biologiska målmolekyler.
På grund av olika arter som kägelsnäckan riktar sig mot, behöver deras conotoxin verka på specifika mål för vardera art. Exempelvis innehåller Conus spp. giftiga föreningar som också påverkar specifika transmembranproteiner hos däggdjur. Dessa transmembranproteiner, exempelvis jonkanaler eller jonotropa receptorer, är ansvariga för grundläggande nervöverföring eller signalöverföring, vilket kan påverka andra fysiologiska funktioner. Vid påverkan av dessa transmembranproteiner hos människan så kan det leda till olika sjukdomar. Därför kan människan, fastän vi inte är ett naturligt byte för snäckan resultera i skador som i vissa fall kan leda till fatal utgång. 

## Medicinska aspekter
Graden av förgiftning på grund av conotoxin varierar beroende på vilken art som utsöndrar giften, mängden gift, offrets vikt och mottaglighet, men några gemensamma symptom är svår smärta, vävnadsischemi (Syrebrist i vävnaden), och även många systemiska symptom exempelvis afoni, afasi, förlamning, andningssvikt, kardiovaskulär kollaps och kan även orsaka död. Detta beror på conotoxinets hämmande av jon/kalciumkanaler i hjärtats hålrum. Det påverkar också nerver och muskelceller. Exempelvis kan conotoxinet blockera signalsubstansen acetylkolin som orsakar förlamning i skelettmuskulaturen och därmed orsakar andningsproblem hos offret. Conotoxiner kan även påverka funktionen hos hjärtat som påverkar kontraktionen och den elektriska aktiviteten genom att binda till de proteiner i hjärtat som reglerar dessa funktioner som då kan leda till en försämrad funktion hos hjärtat och även leda till hjärtstillestånd.

### Giftighet
LD50 för conotoxin varierar från 5-25 μg/kg beroende på vilken typ av conotoxin vilket i sin tur beror på vilken kägelsnäcka som avgett giftet.

### Behandling
I nuläget (2023) finns inget botemedel mot conotoxinet; den medicinska behandlingen fokuserar på att kontrollera smärtan.

## Framtida forskningsmöjligheter
Forskningen om conotoxinets biokemi har varit en pågående process under flera årtionden och forskare undersöker fortfarande olika aspekter av toxinets funktion, struktur och möjligheten för medicinsk användning. Conotoxinet anses vara en grupp proteiner som kan bidra till förståelsen av nervsystemet samt till utveckling av nya läkemedel. Forskningen har gjort stora framsteg inom karakteriseringen av nya varianter av conotoxin och dess biologiska effekter. Fokuset har legat på att dels undersöka dess potential som läkemedel av sjukdomar, dels på att identifiera på vilket sätt conotoxiner produceras hos organismerna och med hjälp av det undersöka hur man kan styra dessa processer för skapandet av nya toxin med högre stabilitet och bioaktivitet. Ur ett medicinskt perspektiv är forskningen av conotoxin fortfarande i ett tidigt stadium, och forskare har t.ex. sett att det finns stor en potential att utveckla smärtstillande läkemedel ur toxinet då conotoxin har stor påverkan på nervsystemet och skulle då kunna minska de starka nervsignalerna. Detta är en framtida förhoppning men att det är en lång väg att gå innan conotoxinet kan användas som läkemedel.
Det finns även studier som visar att conotoxin skulle kunna användas som farmakologiska verktyg för behandling mot malaria eftersom conotoxiner har en förmåga att binda till kroppens olika receptorproteiner. Detta gör det möjligt att reglera eller hindra receptorer att binda till andra organismer, exempelvis malariaparasiten (Plasmodium malariae).
Idag tror man att det finns mer än 50 000 olika peptider hos conotoxin och att varianter av dessa ökar i snabb takt. Dessutom tror man att det finns aminosyrasekvenser av mer än 2500 conus-peptider men endast en liten del av dessa har hittills karaktäriseras biokemiskt. Man tror även att den snabba ökningen av toxinerna kommer generera fler intressanta gifter i framtiden och att dess biokemiska kartläggning kan komma att spela stor roll för vår ökade kunskap om kanaler och receptorer i exciterade vävnader.
Det är svårt att forska på conotoxinet delvis på grund av att den stora mångfalden gör att det är svårt att hänföra varje kategori till specifika familjer. Conotoxinföreningar är också svåra och mycket dyra att producera i stor mängd, vilket påverkar dess tillgänglighet för forskning och klinisk användning. De är dessutom relativt instabila strukturer och kan därmed hinna brytas ned i kroppen innan de når sin biologiska målmolekyl.